# Indocalamus wilsonii
Indocalamus wilsonii är en gräsart som först beskrevs av Alfred Barton Rendle, och fick sitt nu gällande namn av Chi Son Chao och Cheng De Chu. Indocalamus wilsonii ingår i släktet Indocalamus och familjen gräs. Inga underarter finns listade i Catalogue of Life.